# バジル・バーンステイン
バジル・バーンステイン（Basil Bernstein, 1924年11月1日 - 2000年9月24日）は、イギリスの社会学者、言語学者。言語コード論に基づいた独自の教育社会学理論で知られる。

## 人物・来歴
1924年、ロンドン東部、イーストエンドのユダヤ人移民の家に生まれる。イギリス海軍従軍を経て、ロンドン・スクール・オブ・エコノミクス (LSE)で社会学を学び、1951年に卒業。その後、教職に就き、1960年からはロンドン大学でリサーチ・アシスタントを務める。1963年に同校より博士号を取得。
博士号取得が40歳近くになるなどアカデミック・キャリアのスタートは遅かったが、ロンドン大学のインスティチュート・オブ・エデュケーション (IOE)の要職を歴任し、1991年に退職、同研究院名誉教授。

## 研究歴
バーンステインは、社会言語学の知見から、家庭、学校教育において習得される言語コードがいかにして子どもの心身行動を差別的に規制しているのかを示し、当時の言語能力観を批判した。すなわち、1960年代には、万人は生まれながらに言語獲得能力を有しており、共通の学習過程を通じて普遍的、平等的に獲得されるとされていたが、バーンステインの主張するところ、実際には、社会の権力配分と統制原理とが言語コードにおける分類化／枠付けの様式に巧みに翻訳され、個人の認知や表現を規制しているのである。

### 言語コード論
バーンステインにとって「記述」とは、経験的な諸関係とみなされるものを構築するとともに、そうした諸関係を概念的な諸関係へと翻訳する営みを指す。そして、この営みそれ自体を「記述」することが社会科学には求められているのである。バーンステインは、従来の社会言語論、たとえば、ピエール・ブルデューのハビトゥス論に対して、この課題に答えるものとなっていないことを批判している。

ハビトゥスは、それがうみだすもの、もたらすもの、あるいはもたらさないものによって記述される。それは、それが規制し外部に存してそれを類推できるものによって記述される。しかしそれは、特定のハビトゥスの形成をもたらす特定の秩序化の原理や戦略によっては記述されない。……ハビトゥスがいかに発生するかは記述の構成部分を成してはおらず、ただそれが行なうことのみが記述されるのである。

かくして、バーンステインは、言語コードを「暗黙の内に獲得され、適切な意味（認知ルール）、その実現の形式（実現ルール）、よびだしの文脈を選択し統合する規制原理」と規定し、その規制メカニズムを説き明かしていく。

### 限定コードと精密コード
バーンステインの理論のなかでも、最もよく知られているのがこの限定コード、精密コード論である。バーンステインが明らかにしたところによれば、家庭生活のなかで中産階級出身の子どもは精密コードと限定コードの使い分けを身につけ、労働者階級出身の子どもは限定コードのみを身につけ、結果として、精密コードを用いる学校教育では、低労働者階級出身の子どもが落ちぶれてゆき、「身分にふさわしい労働」へと身を投じていくのである。
簡単に言えば、精密コードは、物事を客観的、抽象的、人格的に述べるコードであり、限定コードは、物事を主観的、地位的に述べるコードである。たとえば、子どもを寝かしつける際に、「どうして早く寝なければならないの？」と尋ねられた場合、「早く寝ろと言っているのだから、早く寝なさい。親の言うことが聞けないのか」と応じるのが限定コードであり、「早く寝ないと、朝起きるのが大変でしょう。今朝も眠いと言っていたじゃない」と応じるのが精密コードである。

### 教育コードの支配性
バーンステインの実証例では、子どもたちに、いまが昼食時であると仮定して、24枚の食べ物の絵を好きに分類させたところ、労働者階級出身の子どもたちは、「朝食べたもの、母ちゃんが作ったもの、好きじゃないもの」といった具合に属人的な文脈（仲間内の論理）で認知ルールを働かせて選別したのに対して、中産階級出身の子どもたちは、「海のもの、山のもの」といった具合に物質を抽象化させて選別した。
さらに、子どもたちに、もう一度同じことをやらせたところ、労働者階級出身者は同じ分類を繰り返し、中産階級出身者は労働者階級出身者の分類に合わせたという。ここから、バーンステインは、中産階級出身者の間では、二つのコードがヒエラルキー的に位置づけられており、つまり、身の回りの生活よりも、公式的な教育学（ペタゴジー）的実践／意味が支配的となっていることを指摘している。
バーンステインの以上の論述は、非常に単純化されたものであるとして批判されることにもなったが、バーンステインの本来の意図は上に見たとおりであって、通俗的な階級還元論ではなく、労働者階級出身／中産階級出身の区分は単に傾向性を示すものであるに過ぎない。

## 著作

### 単著
- 1971, Theoretical Studies Towards A Sociology of Language, London: Routledge & Kegan Paul.

萩原元昭編訳 『言語社会化論』（明治図書出版, 1981年）
- 1973, Applied Studies Towards A Sociology of Language, London and Boston: Routledge and Kegan Paul.
- 1975, Towards A Theory of Educational Transmissions, London: Routledge.

萩原元昭編訳 『教育伝達の社会学――開かれた学校とは』（明治図書出版, 1985年）
- 1990, The Structuring of Pedagogic Discourse, London: Routledge.
- 1996, Pedagogy, Symbolic Control and Identity, London & Bristol: Taylor & Francis.

久冨善之ほか訳 『「教育」の社会学理論――象徴統制・「教育」の言説・アイデンティティ』（法政大学出版局, 2000年）

### 共著
- 1974, Selection And Control, (with Walter Landis,) London: Routledge & Kegan Paul.

### 共編著
- 1996, Children, Research and Policy, (with J. Brannen and B. Tizard,) London,  Bristol PA: Taylor & Francis.